# أندرو فورست
أندرو فورست (بالإنجليزية: Andrew Forrest) هو رائد أعمال أسترالي، ولد في 1961 في برث في أستراليا.